# سعید الحاج
سعید الحاج (انگلیسی: Saeed El-Hadj؛ زادهٔ ۲ فوریهٔ ۱۹۹۰) یک ورزشکار است.